# Anato
Anato ali aditiv z oznako E160b, je rdečkasto rumeno barvilo, katerega struktura izvira iz karotena, iz semen drevesa achiote (Bixa orellana), ki izvira iz tropskih delov Amerike, ter jo gojijo predvsem v Srednji Ameriki ter Indiji.
Pogosto se uporablja za dodajanje rumene do rdeče-oranžne barve živilom, včasih pa tudi zaradi okusa in arome. Njegov vonj je opisan kot »rahlo poprast s pridihom muškatnega oreščka«, okus pa kot »rahlo po oreščkih, sladek in poprast«.
Barva anata izvira iz različnih karotenoidnih pigmentov, predvsem biksina in norbiksina, ki jih najdemo v rdečkasti voskasti prevleki semen. Začimba se običajno pripravi z mletjem semen v prah ali pasto. Podobne učinke lahko dosežemo, če iz semen z vročo vodo, oljem ali mastjo ekstrahiramo nekaj barvil in okusov, ki jih nato dodamo hrani.
Anato in njegovi izvlečki se zdaj pogosto uporabljajo v obrtnem ali industrijskem obsegu kot barvilo v številnih predelanih prehrambenih izdelkih, kot so siri, mlečni namazi, maslo in margarina, kreme, torte in drugi pekovski izdelki, krompir, prigrizki, kosmiči za zajtrk, prekajene ribe, klobase in drugo. Pri teh uporabah je anato naravna alternativa sintetičnim barvilom za živila, vendar je bil povezan z redkimi primeri alergij, povezanih s hrano. Anato ima posebno tržno vrednost v Združenih državah, ker Uprava za hrano in zdravila meni, da so barvila, pridobljena iz njega, »izvzeta iz certificiranja«.
Znanstveno ime rastline spominja na konkvistadorja Francisca de Orellana, ki je z odpravo leta 1540 prvi prečkal južnoameriško celino od Tihega oceana do Atlantika, pri tem pa odkril reko Amazonko.

## Zgodovina
Anato drevo B. orellana naj bi izviralo iz tropskih območij od Mehike do Brazilije. Verjetno se sprva ni uporabljal kot dodatek k hrani, ampak za druge namene, kot je obredno in okrasno poslikavo telesa (še vedno pomembna tradicija v mnogih brazilskih domorodnih plemenih, kot so Wari'); krema za sončenje; repelent za insekte; in za medicinske namene. Uporabljali so ga za mehiško rokopisno slikarstvo v 16. stoletju. Moški iz plemena Tsàchila v Ekvadorju so zelo prepoznavni po svojih tradicionalnih svetlo oranžnih laseh, ki jih dobijo z uporabo zdrobljenih semen anata. Menijo, da to počnejo že stoletja.
Anato se tradicionalno uporablja kot barvilo in sredstvo za aromo v različnih kuhinjah Latinske Amerike, Karibov, Filipinov in drugih držav, kamor so ga v 16. stoletju domov odnesli španski in portugalski kolonizatorji. Ima različna lokalna imena glede na regijo. Njegova uporaba se je v zgodovinskih časih razširila v druge dele sveta in je bila vključena v lokalno kulinarično tradicijo mnogih držav zunaj Amerike.

## Pridobivanje in lastnosti
Barvilo je v rdeči povrhnjici semen, iz katere se ekstrahira s hitrostjo 120-160 g na 100 kg semen. Ekstrakcija barvila lahko poteka na dva načina: z oljnimi topili ali z vodnimi alkalijami. V prvem primeru dobimo raztopino, ki vsebuje različna barvila, med katerimi je najbolj razširjen biksin (ali bisin), prisoten tako v cis kot v trans obliki. Pri ekstrakciji z alkalijami pa dobimo norbisin, produkt hidrolize biksina, v obliki soli, običajno natrijevega ali kalijevega, odvisno od uporabljene alkalije, tudi v cis in trans obliki. Z nakisanjem raztopine dobimo barvilo kot prosto kislino. Iz kemičnega vidika imata biksin in norbisin izoprenu podobno strukturo, za katero lahko domnevamo, da izhaja iz karotena z delnim rušenjem končnih obročev s tvorbo dveh karboksilnih skupin, od katerih je ena v biksinu v obliki estra metila. Čeprav izhajajo iz karotena, pa nimajo aktivnosti kot provitamin A. Biksin in norbisin sta netopna v vodi, slabo topna v alkoholu, topna pa v etru in v oljih ter v razredčenih alkalijah. Največja stabilnost vodnih raztopin je pri pH 8, vendar te raztopine ostanejo stabilne, s padajočo stabilnostjo, do pH 4.
Največji nasadi grmovnice Bixa orellana, za pridelavo anata, so v Braziliji in na Filipinih.

## Poimenovanja
V špansko govorečih regijah se Anato imenuje Achiote, medtem ko se v Braziliji imenuje Urucum (od tod francosko ime Rocou).

## Uporaba
Anato je eno najdlje znanih naravnih barvil in se že več kot 100 let uporablja tako v Evropi kot v ZDA za barvanje margarine in sirov. Nekatere indijanske skupnosti v obalni regiji Ekvadorja (Santo Domingo) uporabljajo pasto, ki vsebuje anato, za barvanje las (Indios colorados). Na andskih tržnicah se običajno prodaja kot začimba za mesno jed (Cotacachi: carne colorada). Avtohtoni prebivalci Amazonije so uporabljali anato kot repelent proti insektom in kot protistrup proti strupu, ki ga vsebuje grenka sorta tapioke, pa tudi pri poslikavah telesa.
Njegova uporaba kot barvilo za živila je dovoljena tako v EU (vpis E160b na seznamu živilskih prehranskih dodatkov) in v ZDA (barvilo izvzeto iz certificiranja). Uporablja se za pridobivanje odtenkov od rumene do rumeno-rdeče. Sedaj veljavna italijanska zakonodaja na področju živil poleg že omenjenih uporab dovoljuje tudi barvanje sladoledov, likerjev, sladic, kosmičev za zajtrk, okraskov, pekovskih izdelkov, emulgiranih maščob, prigrizkov in prekajenih rib.
Izvedeni so bili tudi poskusi za uporabo anata kot pigmenta v perutninarstvu, vendar s slabšimi rezultati od tistih, ki jih je mogoče doseči s ksantofili in drugimi karotenoidi. Na kozmetičnem področju se lahko anato uporablja v izdelkih za ličenje, zlasti v rdečih za ustnice, lahko pa tudi v zobnih pastah in emulzijah, če je namesto sintetičnih bolj primerno naravno barvilo. Uporablja se lahko tudi za oranžno obarvanje v doma izdelanih milih (dodano na koncu obdelave in pred dajanjem v kalup).

### Tradicionalna kuhinja
Zmleta semena anata, pogosto pomešana z drugimi semeni ali začimbami, se uporabljajo v obliki paste ali prahu za kulinarično uporabo, zlasti v latinskoameriški, jamajški, belizejski, čamorski, vietnamski in filipinski kuhinji. V mehiški in belizejski kuhinji se uporablja za pripravo začimbe recado rojo. V Venezueli se anato uporablja pri pripravi hallacas, huevos pericos in drugih tradicionalnih jedi. V Portoriku ga pogosto dušijo v olju ali zmeljejo z začimbami in zelišči za pripravo sazona ali uporabljajo za pripravo pastel, arroz con gandules in številnih drugih jedi, kjer je ena glavnih sestavin. Anato pasta je pomembna sestavina cochinite pibil, počasi pražene svinjske jedi, priljubljene v Mehiki. Je tudi ključna sestavina pijače tascalate iz Chiapasa v Mehiki. Na Filipinih se uporablja za omako pancit palabok. V Guamu ga uporabljajo za pripravo osnovne riževe jedi, aromatizirane z anatom, čebulo, česnom, maslom in drugimi začimbami.
V preteklosti so se semena rastline uporabljala kot osnovna hrana v Južni in Srednji Ameriki. Danes je ponovno na voljo inkovski recept za pivo iz kakava, čilija, medu in anata. Recept sega v leto 1200 pred našim štetjem in se zdaj trži v Severni Ameriki pod trgovskim imenom Dogfish Head Theobroma. V prazgodovini in zgodnji zgodovini Južne in Srednje Amerike so čista, namočena semena anata 10 dni fermentirali s 5 % medu in včasih uporabljala kot edino živilo. Univerze na celini so zdaj priznale visoko vsebnost hranil v semenu in raziskujejo načine za ponovno uvedbo anata kot živila. Vendar praktičnih rešitev, ki bi zagotavljale osnovno preskrbo s hrano iz divjega pridelka, prebivalstvo še ni ponovno sprejelo.

### Industrijska živilska barvila
Anato se običajno uporablja za dodajanje rumene ali oranžne barve mnogim industrializiranim in polindustrializiranim živilom, vključno s sirom, sladoledom, pekovskimi izdelki, sladicami, sadnimi nadevi, jogurtom, maslom, olji, margarinami, predelanim sirom in izdelki na osnovi maščobe. V Združenih državah je izvleček anata naveden kot barvni dodatek, ki je »izvzet iz certificiranja« in se neuradno šteje za naravno barvilo. Na živilih, obarvanih z anatom, je lahko barva v izjavi o sestavinah označena kot »obarvana z anatom« ali »barva anato«. V Evropski uniji je označen s številko E E160b.

## Kemična sestava
Rumeno do oranžno barvo proizvajata kemični spojini biksin in norbiksin, ki ju uvrščamo med karotenoide. Barva, topna v maščobi, v surovem ekstraktu se imenuje biksin, ki se lahko nato umili v vodotopen norbiksin. Ta lastnost dvojne topnosti anata je redka za karotenoide. Semena vsebujejo 4,5–5,5 % pigmenta, ki je sestavljen iz 70–80 % biksina. Za razliko od beta-karotena, drugega dobro znanega karotenoida, pigmenti na osnovi anata niso predhodniki vitamina A. Več kot je norbiksina v pripravku anata, bolj je rumen; višja raven biksina mu daje bolj oranžen odtenek.